# Saint-Bernard (Haut-Rhin)
Saint-Bernard is een gemeente in het Franse departement Haut-Rhin (regio Grand Est) en telt 472 inwoners (1999). De plaats maakt deel uit van het arrondissement Altkirch.

## Geografie
De oppervlakte van Saint-Bernard bedraagt 6,1 km², de bevolkingsdichtheid is 77,4 inwoners per km².

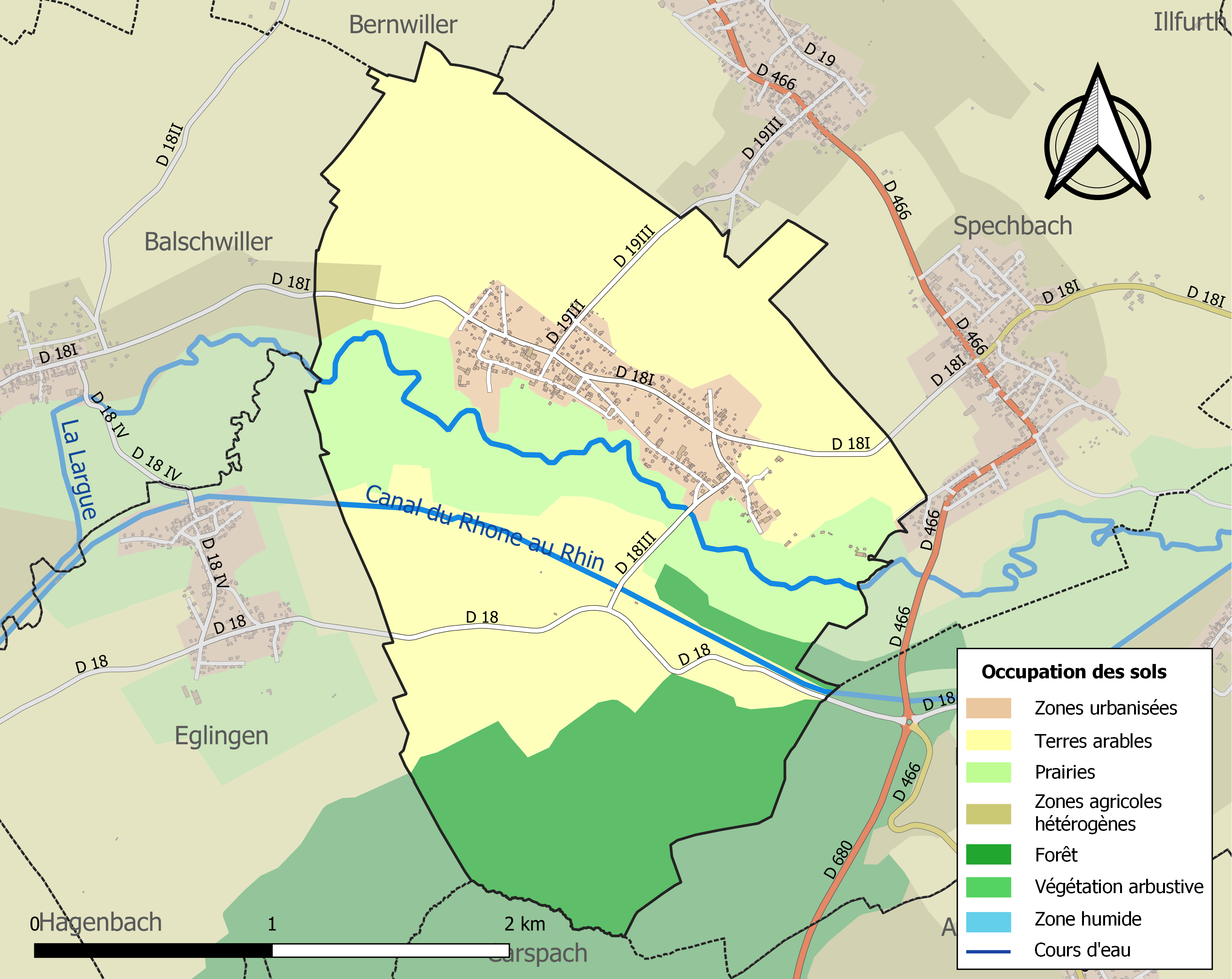
Kaart van de gemeente met de belangrijkste infrastructuur, bodemgebruik en omliggende gemeenten

## Demografie
Onderstaande figuur toont het verloop van het inwonertal (bron: INSEE-tellingen).